# Тайны французского двора
«Тайны французского двора» (фр. La Chambre des Dames) — 10-серийный французский мини-сериал, поставленный режиссёром Янником Андреи в 1983 году по роману Жанны Бурен «В покоях знатных дам».

## Сюжет
Действие происходит во Франции, в середине XIII века, во времена царствования короля Людовика IX Святого. Семейная сага о семье ювелиров Этьена и Матильды Брюнель и их многочисленных детей. Сюжет начинается в 1246 году, когда дочь Этьена и Матильды, 15-летняя Флори, выходит замуж по любви за трувера Филиппа Томассена. В Париж приезжает кузен Филиппа, страстный и обольстительный Гийом Дюбург. Матильда Брюнель, несмотря на внешнее благополучие и уважение к мужу, никогда не была счастлива в браке. Её неудержимо влечёт к Гийому, который страстно влюбляется во Флори. На протяжении нескольких поколений одной семьи в сюжете будут отображены все события государства в течение нескольких десятилетий.

## В ролях
| Актёр             | Роль                              |
| ----------------- | --------------------------------- |
| Анри Вирложё      | ювелир Этьен Брюнель              |
| Марина Влади      | Матильда Брюнель, его жена        |
| Софи Баржак       | Флори, их дочь                    |
| Фредерик Андреи   | трувер Филипп Томассен, муж Флори |
| Франсуа Дюваль    | Гийом Дюбург, кузен Филиппа       |
| Клаус Обальски    | Бертран, сын Этьена и Матильды    |
| Николь Жаме       | Мари, дочь Этьена и Матильды      |
| Николя Сильбер    | Перрен                            |
| Моник Лежён       | Шарлотта                          |
| Фабиана Алиотти   | Фабиана                           |
| Марио Андерсен    | Арнольд                           |
| Робер Базиль      | Леонард                           |
| Дамьен Буссо      | Вивиан                            |
| Жан-Клод Буйо     | лейтенант                         |
| Николь Шомо       | дама Жюйеметт                     |
| Надеж Клэр        | Кларенс                           |
| Гарри Клевен      | Артус Чёрный                      |
| Кармела Валенте   | Гертруда                          |
| Анн Косиньи       | Агнес                             |
| Даниэле Дублино   | Луи Эрно                          |
| Маурицио Фардо    | Бернар Фортье                     |
| Татьяна Фарнезе   | Тиберж                            |
| Патриция Фокарди  | Аликс Риполт                      |
| Мишель Фортен     | Ламбер                            |
| Иза Галлинелли    | Марои                             |
| Стефани Гарчин    | Тома                              |
| Дэна Гиа          | Иоланда Рипо                      |
| Дарио Гирарди     | мэтр Авелин                       |
| Кристина Градо    | Беранжэ                           |
| Лена Гринда       | Иоланда де Семблансэ              |
| Джон Карлсен      | сир Вив Эксель                    |
| Мария Макки       | Изабо Луве                        |
| Гвидо Мариотти    | Николя Рупо                       |
| Берод Томассен    | Нона Медичи                       |
| Фридерик Местре   | Дени                              |
| Паоло Паолини     | каноник Пьер Клютен               |
| Робер Парти       | прево Парижский                   |
| Сабина Патюрель   | Алмоди                            |
| Ирис Рейнальдо    | Джуния                            |
| Амандин Ражо      | Агнес                             |
| Дидье Рэймонд     | король Людовик IX Святой          |
| Кристина Ринальди | Жанна                             |
| Жан Рюпер         | Шарль                             |
| Изабель Тексье    | Клодин Рупо                       |
| Вероника Вальмон  | Сюзанна                           |
| Жюльен Вердье     | L’hermite                         |
| Филипп Виллерс    | Рутебо                            |

## Съёмочная группа
- Режиссёр Янник Андреи[фр.]
- Автор сценария Франсуаза Верни (адаптация романа Жанны Бурен для сценария телесериала)
- Композитор Владимир Косма
- Бои и каскадёры под управлением Клода Карлье

## Интересные факты
- Съёмки происходили во Франции в лесу и окрестностях замка Рамбуйе, и в Риме (Италия) на студии Чинечитта.
- Мини-сериал «Тайны французского двора» — это экранизация романа современной французской писательницы Жанны Бурен «В покоях знатных дам». Это название подходит гораздо больше, поскольку в сюжете нет французского двора или придворных тайн и интриг, сюжет представляет собой семейную сагу.
- Роман Жанны Бурен «В покоях знатных дам» был переведён на русский язык и издан в России под названием «Дамская комната» в 1994 году в издательстве «Авангард» (в двух томах, в мягких обложках).
- Жанна Бурен (фр. Jeanne Bourin), урождённая Жанна Мондо (фр. Jeanne Mondot) (р. 13 января 1922 года в Париже — ум. 19 марта 2003 года в Мениль-ле-Руа) — французская писательница, известная своими историческими романами, жена писателя Андре Бурена (фр. André Bourin). Из всех книг, написанных Жанной Бурен, кроме романа «В покоях знатных дам» («Дамская комната»), в России был переведён на русский язык и издан в 2004 году в издательстве «Аграф» в твёрдом переплёте роман «Премудрая Элоиза», повествующий об одной из самых знаменитых и трагических историй любви Средневековья: Пьера Абеляра и его возлюбленной Элоизы.
- Серия писательницы Жанны Бурен «В стране женщин» (фр. Au pays des Dames) включает в себя романы:
  - Первая часть серии (Средневековые хроники) «Chroniques médiévales»:
- 1. Le Grand Feu
- 2. Très sage Héloïse (на русском языке — «Премудрая Элоиза»)
- 3. La Chambre des Dames (на русском языке — «Дамская комната» в 2 томах)
- 4. Le Jeu de la Tentation
  - Вторая часть серии (Хроники прошлых времён) «Chroniques du temps passé»:
- 5. Les Pérégrines
- 6. Les Compagnons d'éternité
- 7. La Dame de Beauté
- 8. Les Amours blessées

## Издание на видео
- Во Франции мини-сериал «Тайны французского двора» выпущен на DVD.
- Этот мини-сериал демонстрировался по российскому телеканалу «Культура», а также по другим российским телеканалам в разные годы, был профессионально переведён и озвучен.
- В России пока не выпущен на DVD.